# No ja, pa kaj...
No ja, pa kaj... (s podnaslovom V živo) je album v živo (sicer drugi glasbeni album) slovenskega kantavtorja Adija Smolarja, izdan pri založbi Helidon. Material je bil posnet v Loškem gradu v Škofji Loki maja in v lokalu KluBar (kjer je bilo nekdaj prizorižče Pod marelo) junija 1993. Prvič je bil izdan leta 1993 v obliki kasete, leta 1997 pa je izšla še izdaja v obliki CD-ja s sedmimi bonus pesmimi, ki so bile posnete v studiu Boruta Činča leta 1997.

## Seznam pesmi
Vse pesmi je napisal in uglasbil Adi Smolar.
| Originalna izdaja (1993) | Originalna izdaja (1993) | Originalna izdaja (1993) |
| Št.                      | Naslov                   | Dolžina                  |
| ------------------------ | ------------------------ | ------------------------ |
| 1.                       | „Jaz sem izvisu‟         | 3:34                     |
| 2.                       | „Ljubim jo...‟           | 2:35                     |
| 3.                       | „Gremo na Povšetovo‟     | 2:41                     |
| 4.                       | „Saj se nikamor ne mudi‟ | 3:11                     |
| 5.                       | „No ja, pa kaj...‟       | 4:51                     |
| 6.                       | „Moja žalost‟            | 3:44                     |
| 7.                       | „Prostitutka‟            | 2:17                     |
| 8.                       | „Svinja pijana‟          | 3:25                     |
| 9.                       | „Polde in Poldeta‟       | 1:57                     |
| 10.                      | „Hujše muke ni...‟       | 2:08                     |
| 11.                      | „Pasji dnevi‟            | 3:18                     |
| 12.                      | „Kompleksomanija‟        | 3:15                     |
| 13.                      | „Tagada‟                 | 3:28                     |
| Skupna dolžina:          | Skupna dolžina:          | 40:24                    |

| CD izdaja (1997) – bonus pesmi | CD izdaja (1997) – bonus pesmi | CD izdaja (1997) – bonus pesmi |
| Št.                            | Naslov                         | Dolžina                        |
| ------------------------------ | ------------------------------ | ------------------------------ |
| 14.                            | „Štipendija‟                   | 2:26                           |
| 15.                            | „Kravata‟                      | 3:34                           |
| 16.                            | „Kurb'n'haus‟                  | 2:24                           |
| 17.                            | „D‟                            | 2:03                           |
| 18.                            | „When I Was a Little Boy‟      | 2:01                           |
| 19.                            | „Kongres pijancev‟             | 3:59                           |
| 20.                            | „Spačkarji‟                    | 2:36                           |
| Skupna dolžina:                | Skupna dolžina:                | 60:21                          |

## Zasedba
- Adi Smolar — vokal, kitara
- Boris Bele — urednik izdaje
- Slavko Avsenik ml. — glasbeni urednik
- Silvester Žnidaršič — tonski snemalec, produkcija (1–13)
- Borut Činč — produkcija (14–20)
- Matija Pavlovec — fotografiranje